# اوریالا
اورْیالا (به فنلاندی: Urjala) یک منطقهٔ مسکونی در فنلاند است که در پیرکانما واقع شده‌است.